# Fanny de Chaillé
Fanny de Chaillé, née en 1974, est une metteuse en scène, chorégraphe et performeuse, française.
Elle est artiste associée à l'Espace Malraux, Scène nationale de Chambéry Savoie depuis 2014.

## Biographie

### Formation
Elle suit des études d’esthétique à l'Université de la Sorbonne.
Entre 1996 et 2001, elle assiste Daniel Larrieu au Centre Chorégraphique National de Tours pour les pièces On était si tranquille, Feutre (dont elle compose la musique avec Rubin Steiner) et +Qu’hier, puis en tant qu’interprète pour Cenizas.
En parallèle, elle collabore aux travaux de Rachid Ouramdane (elle est interprète dans Face cachée et A l’œil nu et réalisatrice sonore pour Au bord des métaphores et Les morts pudiques), et de Matthieu Doze (réalisation des films du solo sous eXposé).
Puis elle est engagée par le metteur en scène Gwenaël Morin, pour qui elle joue dans le film Anéantis Movie et dans les pièces Guillaume Tell, Philoctète et Lorenzaccio, et participe au projet Swiss-Swiss Democracy de Thomas Hirschorn au Centre culturel Suisse à Paris.
En 2009, elle assiste Emmanuelle Huynh et Alain Buffard pour Tout va bien en 2010 et Baron samedi en 2012.

### Parcours artistique
Depuis 1995, elle crée ses propres pièces, installations et performances, un travail qu’elle initie, sans souci du genre artistique : théâtre, danse ou performance. La langue se travaille non pas à l’endroit de l’interprétation mais là où il est possible de la faire résonner comme un objet plastique, de la faire entendre comme un jeu de sens multiples. C’est à ce moment qu'est créé l’association DISPLAY, qui devient la plateforme de production de toutes ses pièces.
Fanny de Chaillé, dans la lignée de ses premiers travaux effectués sur la langue au sein de performances et installations (Karaokurt, le Robert, le Voyage d’Hiver), a engagé avec Underwear un questionnement croisé sur les modes de représentation et d’exposition du corps, adoptant une position critique à l’égard de ce qui est en jeu.
Cette investigation des formes spectaculaires se retrouve dans toutes ses pièces, et appuie plus précisément sa démarche sur des formes langagières repérées.
- la représentation théâtrale dans Ta ta ta (2005),
- le concert rock dans Gonzo conférence (2007),
- Inspiré du Bunraku, Je suis un metteur-en-scène japonais (2011)[3] met en scène Minetti de Thomas Bernhard,
- Passage à l’acte (2011/2012) co-signé avec l’artiste plasticien Philippe Ramette révèle la dramaturgie d’une exposition

Qu’il s'agisse de langage dramatique, conférence ou interview, ses pièces n’ont de cesse de donner corps à cette langue, prendre en compte sa matérialité, penser sa physicalité, la contraindre, la faire rebondir.
Elle se confronte volontiers à l’espace public, et produit dans le même esprit : Amérique (2006), duo pour une île imaginaire, Nos illusions perdues (2007), scénario pour trois arbres et trois danseurs où la langue se travaille comme une matière au même titre qu’un geste, qu’un mouvement, comme une extension du corps ou encore la Course de lenteur (2009), projet participatif où la règle du jeu est inversée et le « loser » devient le « gagneur ».
Artiste associée pendant trois ans au Théâtre de la Cité Internationale à Paris de 2010 à 2012, elle répond également à des commandes :
- La Bibliothèque (2010) projet mené avec 23 résidents de la cité universitaire internationale, qu’elle continue à mettre en œuvre en France et à l’étranger. (Chili, Argentine, États-Unis, Egypte, Brésil, Colombie, Roumanie, Italie...)
- la pièce Mmeellooddyy Nneellssoonn (2012) est co-écrite avec Grégoire Monsaingeon dans la série « albums » : un artiste (venant de la musique, du théâtre, de la danse ou des arts visuels) se réapproprie l’album d’un musicien issu du répertoire des musiques actuelles.
- Coloc mise en scène d’un texte de Pierre Alferi, dans le cadre de l’objet des mots/actoral en 2012 et crée avec lui le duo Répète (2013) dans le cadre du Festival Concordanses.

En 2013 elle est l’artiste invitée du Nouveau Festival du Centre Pompidou à Paris et propose avec la scénographe Nadia Lauro, le projet La Clairière: installation-évènement permettant d’écouter de la poésie sonore le jour, et d’accueillir des propositions performatives la nuit.
Depuis 2014, elle est associée à l’espace Malraux, scène nationale de Chambéry et de la Savoie, elle y créé sa pièce Les grands, présentée au Festival d'Avignon en 2017.
En 2016, elle met en scène un opéra La double coquette du compositeur Gérard Pesson (d’après l’œuvre d’Antoine Dauvergne) dont le livret est signé Pierre Alferi et les costumes Annette Messager. Elle conçoit un projet d’habillage sonore pour le Centre National de la Danse les messages, et réalise un web film Tous féministes pour le Festival Chahuts à Bordeaux.
L’essentiel de ses spectacles s’appuie sur des textes qu’elle manipule, reconstruit, réinvente parce qu’elle a besoin de voix pour produire du mouvement, parce qu’elle a le sentiment qu’on ne bouge jamais sans texte. Parce qu’elle a l’impression, peut-être, que c’est le texte qui nous bouge, qui est le moteur ou la raison de nos gestes. Mais dans ce jeu d’échanges entre corps et voix que chacune de ses pièces organise, le langage à son tour gagne en matérialité, voire en corporalité : lui aussi s’épuise, rebondit, saute et s’effondre.
Ses dernières créations reflètent cet intérêt pour les dispositifs et les modes d’adresse et d’écoute, qu’il s’agisse de redonner voix et corps au discours inaugural de Michel Foucault au collège de France (Désordre du discours, 2019), de faire collectif autour de dix jeunes comédiens de l’ADAMI (Le Chœur, 2020), de croiser les générations (Les Grands, 2017), ou de revisiter l’album Transformer de Lou Reed dans un format tout terrain (Transformé, 2021).

## Spectacles
- Karaokurt ou Schwitters karaoké, 1996, karaoké réalisé à partir de l’œuvre de Kurt Schwitters
- La pierre de causette, 1997, installation à partir d'un fac-similé de la pierre de rosette
- Le Robert, 2000, performance pour un danseur et un dictionnaire
- Le Voyage d’hiver, 2001
- Wake up, 2003, concert pour 55 réveils préparés
- Underwear, pour une politique du défilé, 2003
- Ta ta ta, 2005
- AMÉRIQUE, 2006
- Gonzo Conférence, 2007
- Nos illusions perdues, 2008
- Course de lenteur, 2010
- La Bibliothèque, 2010
- Je suis un metteur en scène japonais, 2011[3], d'après Minetti de Thomas Bernhard, l'Arche Editeur
- Passage à l’acte, 2011, en collaboration avec Philippe Ramette
- mmeellooddyy nneellssoonn, 2012, avec Grégoire Monsaingeon
- Coloc, 2012, texte de Pierre Alferi
- Répète, 2013, duo avec Pierre Alferi
- Le groupe, 2014, d’après la Lettre de Lord Chandos de Hugo von Hoffmannsthal
- Chut, 2015, solo en hommage à Buster Keaton
- Les grands, 2017, texte de Pierre Alferiprésenté au Festival d'Avignon 2017
- Désordre du discours, 2019, d’après L’Ordre du discours de Michel Foucault
- Le chœur, 2020, d’après « Et la rue » extrait de l’ouvrage « divers chaos » de Pierre Alferi, création 2020 Talents Adami Théâtre
- Transformé, 2021, performance créée avec Sarah Murcia à partir de Transformer de Lou Reed pour le festival Discotake (Bordeaux)
- Une autre histoire du théâtre, 2022, créé à Malraux scène nationale de Chambéry Savoie et présenté au Festival d'Automne à Paris en décembre 2022.

## Publications
- Fanny de Chaillé (dans la collection « Instantanés »), Matthieu Goeury (Préfacier), Ivane Chapuis (Interviewer), Centre Pompidou-Metz, 2011
- Parler, Pierre Alferi, Editions P.O.L, texte des trois pièces – Répète, Coloc, Les Grands – commandées et créées par Fanny de Chaillé, 2017
- Littéradanse, Mélanie Mesager, Editions L'Harmattan, 2018